# Aurélie Dacalor
Aurélie Dacalor (née le 11 janvier 1980) est une joueuse d'échecs française. 

## Biographie
Aurélie Dacalor est maître FIDE féminin et ex-championne de France dans les catégories jeunes à cinq reprises. De 1990 à 2000, elle est la seule à afficher ce palmarès chez les jeunes filles. 
Elle a disputé des compétitions de haut niveau, individuelles ou par équipes, telles que les championnats du monde, les championnats d'Europe, le National féminin (Bastia 1997, Méribel 1998, Besançon 1999, Vichy 2000, Marseille 2001 et Val d'Isère 2002), le Top 16, ou encore les Top 12 mixte et féminin. Cette joueuse fut notamment remarquée pour son style de jeu offensif et sa combativité,.

## Compétitions

### Palmarès lors des championnats de France d'échecs des jeunes
Aurélie Dacalor a été sacrée « champion » de France pour la première fois au championnat de France mixte de parties rapides (Injès) qui s'est déroulé à Villepinte en 1989 (catégorie poussins). Elle a participé au Championnat de France d'échecs des jeunes de parties longues pour la première fois en 1992 et a remporté son premier titre en 1994 à Verdun (catégorie benjamines) en ne concédant aucune défaite. Elle réitère dans la catégorie minimes en 1996 à Hyères, puis l'année d'après dans la catégorie cadettes à Montluçon, enfin en 1999 à Romans-sur-Isère
dans la catégorie juniores.
Elle obtient également le titre de vice-championne de France à Rochefort en 1998 ainsi qu'à Pau en 2000.

### Participations notables aux compétitions internationales d'échecs des jeunes
Aurélie Dacalor a disputé les Championnats du monde d'échecs de la jeunesse à Szeged (Hongrie) en 1994 (13e place), à Cala Galdana (Minorque-Espagne) en 1996, à Erevan (Arménie) en 1997, puis les championnats d'Europe de la jeunesse à Murech (Autriche) en 1998, Litochoro (Grèce) en 1999 et Kallithéa (Grèce) en 2000.

### Parcours en club
Aurélie Dacalor a été initiée à l'école primaire par ses instituteurs, puis entraînée par Xavier Parmentier au club d'échecs de Livry-Gargan de 1989 à 1999. Durant cette période, elle fut membre des équipes mixtes des écoles, collèges, lycées et Top Jeunes qui ont remporté les championnats de France de nombreuses fois. Sortie des catégories jeunes, elle est devenue une joueuse semi-professionnelle pour les clubs du Mans, Orange, Montpellier, Evry Grand Roque ou encore Lutèce Échecs. Depuis 2009, elle est membre du Cercle d'échecs de Bois-Colombes, lequel évolue parmi l'élite française.

## Dirigeante

### Responsabilités à la Fédération française des échecs
Sous la présidence de Jean-Claude Moingt en 2008, Aurélie Dacalor entre au Comité Directeur de la Fédération française des échecs en tant que déléguée aux affaires juridiques,, et devient membre des commissions de discipline. En 2011, le président Henri Carvallo l'invite à rejoindre le bureau fédéral en tant que Secrétaire général de la Fédération. Sous la présidence de Diego Salazar en 2013, elle occupe toujours le poste de Secrétaire général, puis devient vice-présidente de la FFE en 2014 après avoir créé 11 commissions participatives pour le développement de la discipline dans différents secteurs (scolaire, jeune, handicap, juridique, contrôle économique et de gestion, vétérans, art & culture, etc.). Elle renonce à ses fonctions fin 2014.

### Autres implications dans le milieu échiquéen
Aurélie Dacalor est cofondateur et Secrétaire général de l'association Échecs & Mixte ! fondée le 17 février 2015 dont l'objet est de promouvoir la mixité et ainsi favoriser la progression des performances sportives des femmes aux échecs. Elle est également cofondateur et Secrétaire général de l'Association Xavier Parmentier  fondée le 30 juin 2016, dont l'objet est de proposer, soutenir et promouvoir, dans un esprit d'égalité des chances, toute démarche à caractère social associée à la pratique du jeu d’échecs par les jeunes dont la situation (géographique, matérielle, familiale, etc.) ne leur permet pas d’optimiser leur progression.